# 波納里大屠殺
波納里大屠殺（波蘭語：zbrodnia w Ponarach）為第二次世界大戰時在1941年7月至1944年8月間，納粹德國党卫队、別動隊與所招募的立陶宛分隊（立陶宛特別支隊）在立陶宛（當時屬納粹德國東方總督轄區）維爾紐斯附近波納里（今帕內里艾）車站附近森林所執行的大屠殺，造成約10萬人死亡，其中約有7萬名猶太人、2萬名波蘭人與8000名俄羅斯人，許多遇害者為新建的維爾紐斯隔都居民。
立陶宛為除波蘭以外納粹德國最先執行最終解決方案的地區，有學者統計1941年6月德國入侵前維爾紐斯有約8萬名猶太人，佔全市人口近半，二戰後維爾紐斯僅有約7000名猶太人生還，為戰前猶太人口的10%。納粹別動隊第九分隊於7月2日抵達維爾紐斯，展開大屠殺，不過許多屠殺行動是由立陶宛特別支隊執行，8月9日別動隊第三分隊抵達維爾紐斯接替第九分隊，9月維爾紐斯隔都建立，9月的一起屠殺中便有3700名猶太人被殺，另一起屠殺有多達6000人被殺，皆是從維爾紐斯被押送至波納里處決。據《猶太人大屠殺百科全書》等文獻，近三分之二的猶太人（超過5萬人）在1941年底已遇害。

## 紀念
波納里大屠殺的現址有遇害猶太人紀念碑（1991年設立）、遇害波蘭人紀念碑（1990年設立，2000年重建）、1994年5月被納粹殺死的立陶宛士兵紀念碑、遇害蘇聯戰俘紀念碑（1996年設立）與一小型博物館。早在1948年生還的維爾紐斯猶太人即在此設立一紀念碑，但旋即被蘇聯政府換成一紀念法西斯被害者的方尖碑。

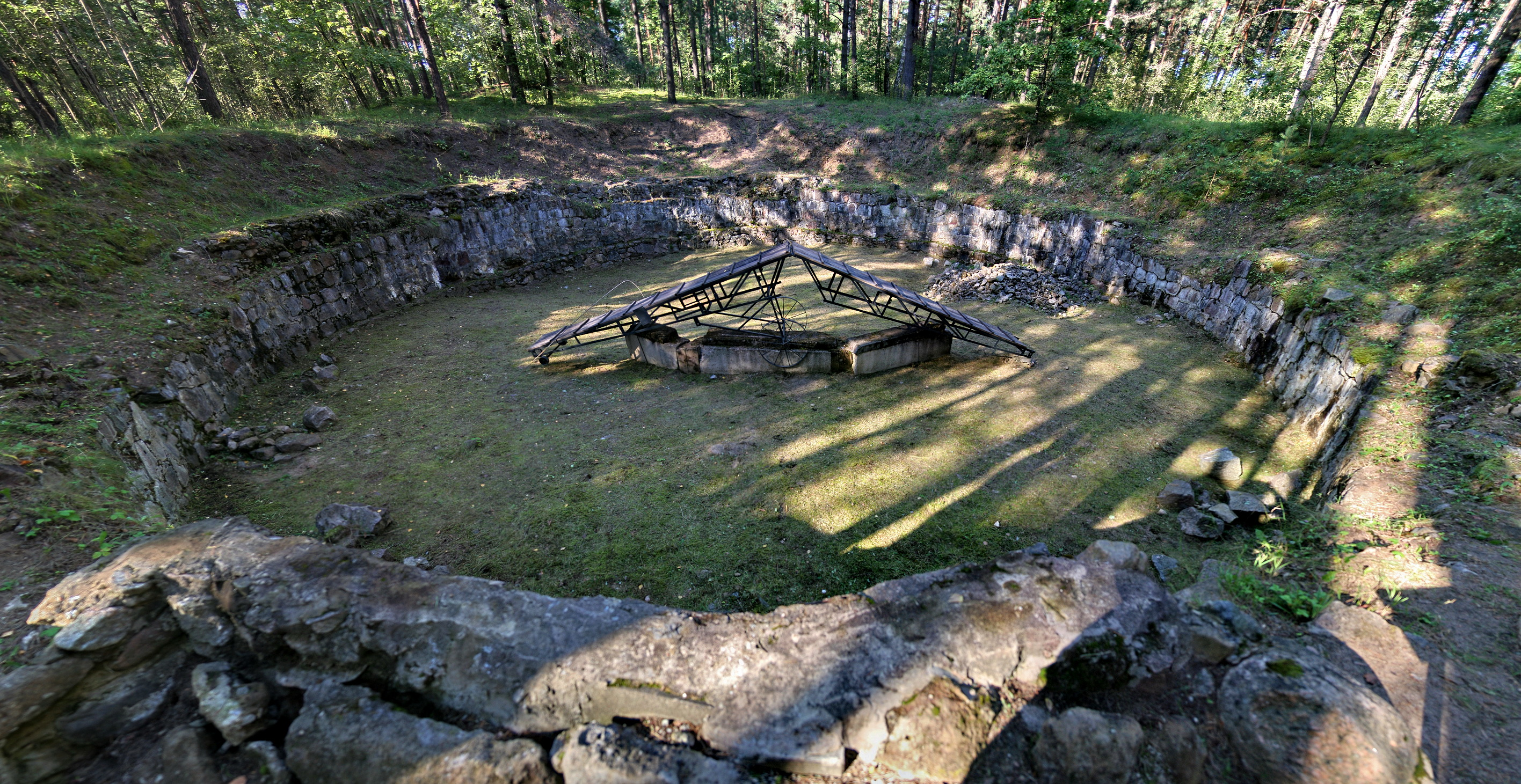
用於焚燒屍體的坑洞
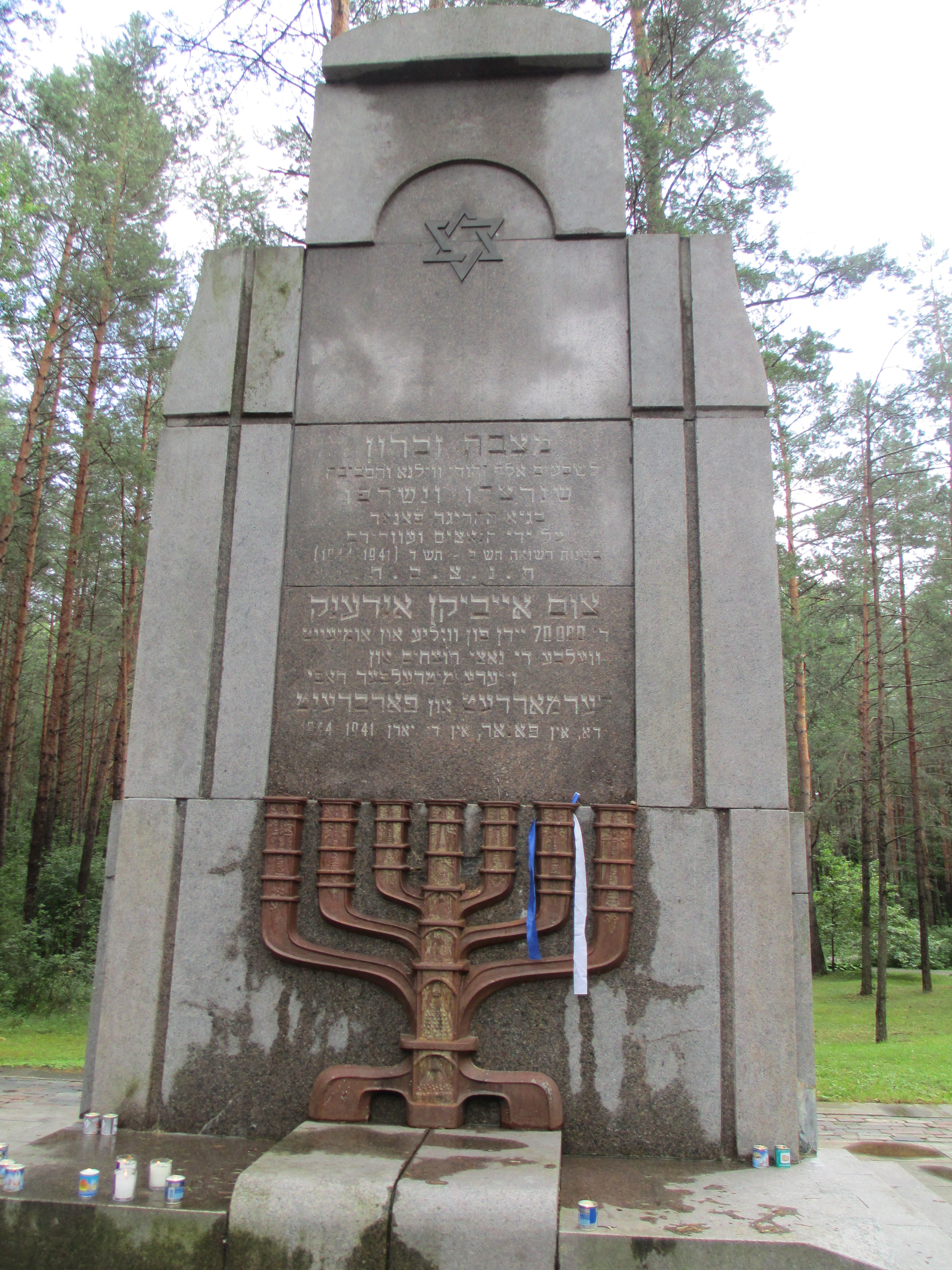
遇害猶太人紀念碑
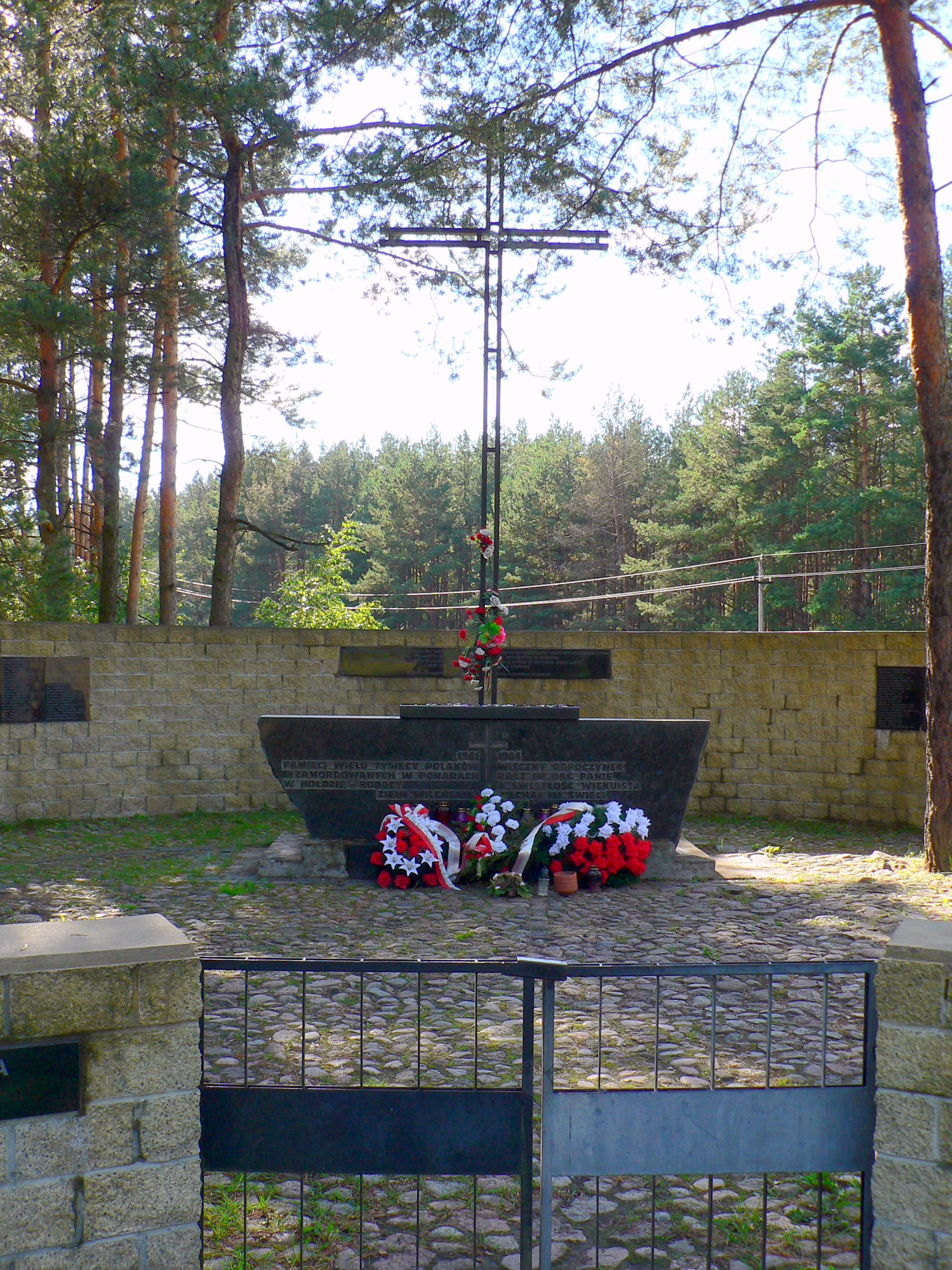
遇害波蘭人紀念碑
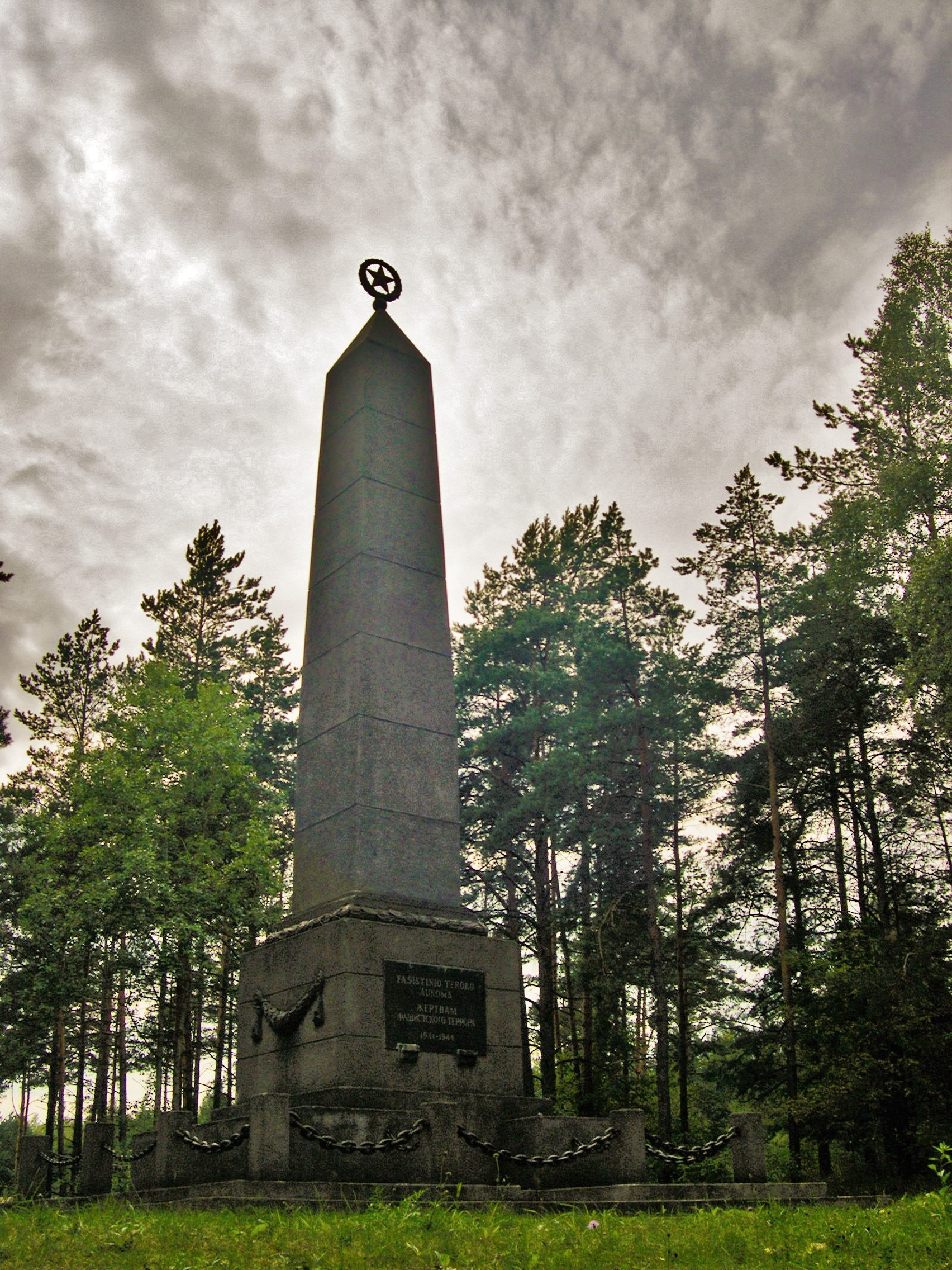
法西斯遇害者紀念碑（蘇聯時期設立）